# Kruticha
Kruticha (in russo Крутиха?) è un villaggio del settore meridionale della Siberia Occidentale situato nel Territorio dell'Altaj,  in Russia. È il centro amministrativo del distretto Krutichinskij.
La località si trova 230 km a nord-ovest della capitale Barnaul, sulla riva del bacino di Novosibirsk.